# Colincamps
Colincamps (picardisch: Colincamp) ist eine nordfranzösische Gemeinde mit 83 Einwohnern (Stand 1. Januar 2022) im Département Somme in der Region Hauts-de-France. Die Gemeinde gehört zum Kanton Albert und ist Teil der Communauté de communes du Pays du Coquelicot.

## Geographie
Die Gemeinde an der Grenze zwischen Picardie und Artois liegt an der Départementsstraße D129 zwischen Mailly-Maillet im Süden und Sailly-au-Bois im Norden. Der Sitz des Kantons in Acheux-en-Amiénois liegt rund 6,5 km südwestlich.

## Geschichte
Im März 1918 eroberten deutsche Truppen während ihrer Frühjahrsoffensive 1918 Colincamps. 
Die Gemeinde erhielt nach Ende des Ersten Weltkriegs das Croix de guerre 1914–1918.

## Einwohner
| 1962 | 1968 | 1975 | 1982 | 1990 | 1999 | 2006 | 2010 |
| ---- | ---- | ---- | ---- | ---- | ---- | ---- | ---- |
| 135  | 130  | 116  | 106  | 104  | 88   | 90   | 92   |

## Verwaltung
Bürgermeister (maire) ist seit 2001 Bruno Le Roux de Bretagne.

## Sehenswürdigkeiten
- Kirche Saint-Thomas-d’Aquin
- Britischer Soldatenfriedhof im Südosten der Gemeinde